# Jennifer Rope
Jennifer Rope (Madrid, 1973) es una presentadora de televisión y actriz española.

## Biografía
Hija de una guineana y un estadounidense, comenzó su trayectoria como modelo cuando tan sólo tenía 16 años de edad. En 1995 debutó en televisión, acompañando a Ramón García en la presentación del programa Grand Prix (que en su primera edición se tituló Cuando calienta el Sol) de TVE, cadena en la que permanecería durante la siguiente década.
Posteriormente intervino en la serie de televisión El Súper (1996-1997). En 1998 pasó a sustituir a Mar Regueras en el popular programa musical dedicado al público adolescente Música sí, en el que permaneció hasta su cancelación en marzo de 2004.
Durante esos casi seis años, compaginó su labor con incursiones en el mundo de la interpretación: Intervino en la serie La ley y la vida (2000) y en la película Faust: Love of the Damned (2001), de Brian Yuzna.
Presentó además los resúmenes diarios del reality show Operación Triunfo (2001-2002) en su primera edición. También presentó Eurocanción 2001, programa de TVE para elegir al representante de España en el Festival de la Canción de Eurovisión 2001, año en el que ella fue la portavoz del televoto español la noche del festival. En la temporada (2002-2003) tuvo un papel en la telenovela Géminis, venganza de amor y presentó el espacio musical El programa de los lunes, en TVE. En 2005 intervino en la película Oculto de Antonio Hernández y en la serie argentino-española de Telecinco Vientos de agua. En 2006 participó en la serie Mujeres de TVE. En 2011 tuvo un papel en la película El Capitán Trueno y el Santo Grial. En 2012 se estrenó la serie La fuga en la que tiene un papel secundario en Telecinco.